# Чемпионат Азии по плаванию в ластах 2012
13-й чемпионат Азии по плаванию в ластах прошёл во вьетнамском Дананге с 5 по 10 ноября 2012 года.

## Распределение наград
*   Хозяин турнира
| Место | Страна           | Золото | Серебро | Бронза | Всего |
| ----- | ---------------- | ------ | ------- | ------ | ----- |
| 1     | Республика Корея | 15     | 7       | 5      | 27    |
| 2     | Китай            | 11     | 14      | 10     | 35    |
| 3     | Тайбэй           | 3      | 1       | 1      | 5     |
| 4     | Вьетнам*         | 1      | 5       | 10     | 16    |
| 5     | Таиланд          | 0      | 2       | 0      | 2     |
| 6     | Япония           | 0      | 1       | 1      | 2     |
| 7     | Индонезия        | 0      | 0       | 3      | 3     |
| Всего | Всего            | 30     | 30      | 30     | 90    |

## Призёры

### Мужчины
| Дисциплина                  | Золото                                                              | Золото   | Серебро                                                             | Серебро  | Бронза                                            | Бронза   |
| --------------------------- | ------------------------------------------------------------------- | -------- | ------------------------------------------------------------------- | -------- | ------------------------------------------------- | -------- |
| 50 м в ластах               | Ли Кван Хо · Республика Корея                                       | 15.77    | Нгуен Чан Тиен · Вьетнам                                            | 16.36    | Ли Хуэй · Китай                                   | 16.50    |
| 100 м в ластах              | Ли Кван Хо · Республика Корея                                       | 35.99    | Чан Хён Хо · Республика Корея                                       | 36.63    | Цзянь Ка · Китай                                  | 36.80    |
| 1500 м в ластах             | Ян Пин Хуа · Тайбэй                                                 | 12:49.95 | Буй Динк Кха · Вьетнам                                              | 13:22.73 | Ханс Ёсапутра · Индонезия                         | 13:31.90 |
| 100 м в классических ластах | Ким Гван Мо · Республика Корея                                      | 43.21    | Нутт Вессхасартар · Таиланд                                         | 45.02    | Тон Женбо · Китай                                 | 45.24    |
| 400 м с аквалангом          | Лю Сяо · Китай                                                      | 2:46.95  | Юн Ён Джун · Республика Корея                                       | 2:47.25  | Жоу Вейхан · Китай                                | 2:55.59  |
| эстафета 4×200 м            | Чан Хён Хо · Ли Кван Хо · Юн Ён Джун · Ю Гён Хён · Республика Корея | 5:40.19  | Фам Ван Тиен · Нгуен Чан Тиен · Фам Кам Тан · Крам Бао Ту · Вьетнам | 5:50.80  | Яо Июань · Цзянь Ка · Лю Сяо · Жоу Вейхан · Китай | 6:02.49  |